# Râul Aheron
Aheron sau Acheron (în Greacă Αχέρων) este un râu situat in Epir, o regiune din NV Greciei. Se varsă printr-o deltă în Marea Ionică, în dreptul localității Ammoudia.

## Mitologie
În mitologia greacă, Aheronul era unul din fluviile Infernului, cu ape tulburi și noroioase, afluent al Styxului, pe care umbrele morților îl treceau cu o luntre condusă de Charon și ajungeau în împărăția subterană.
Mitul a fost sugerat de cursul parțial subteran al fluviului omonim.
În antichitate, au existat mai multe râuri și lacuri cu acest nume.